# باريناس
باريناس هي مدينة تقع في الوسط الغربي من فنزويلا. وفقاً لإحصاء اجري في 2009 فأن عدد سكان المدينة يبلغ 251،535. تعتبر المدينة عاصمة لولاية باريناس.

## معرض صور

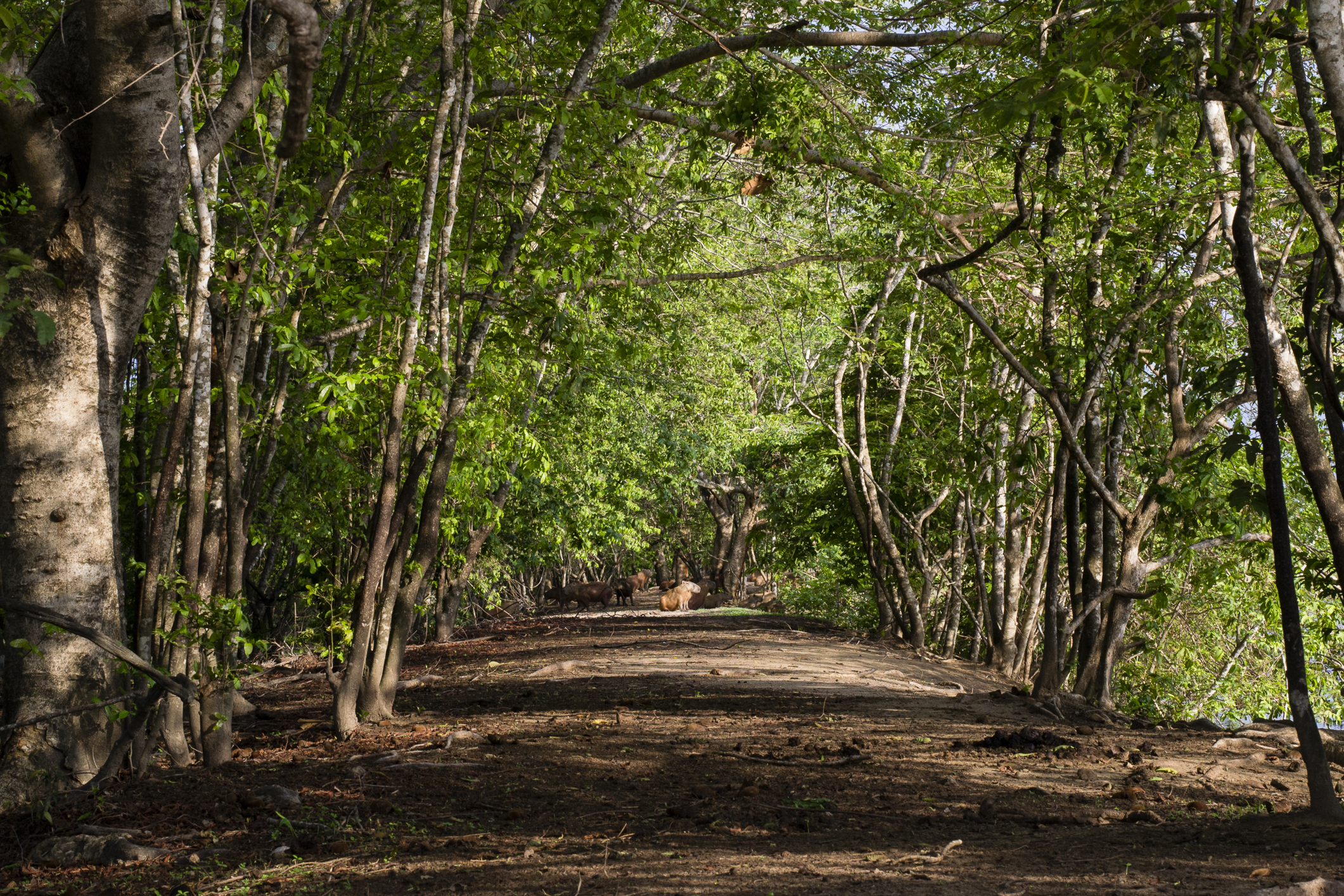
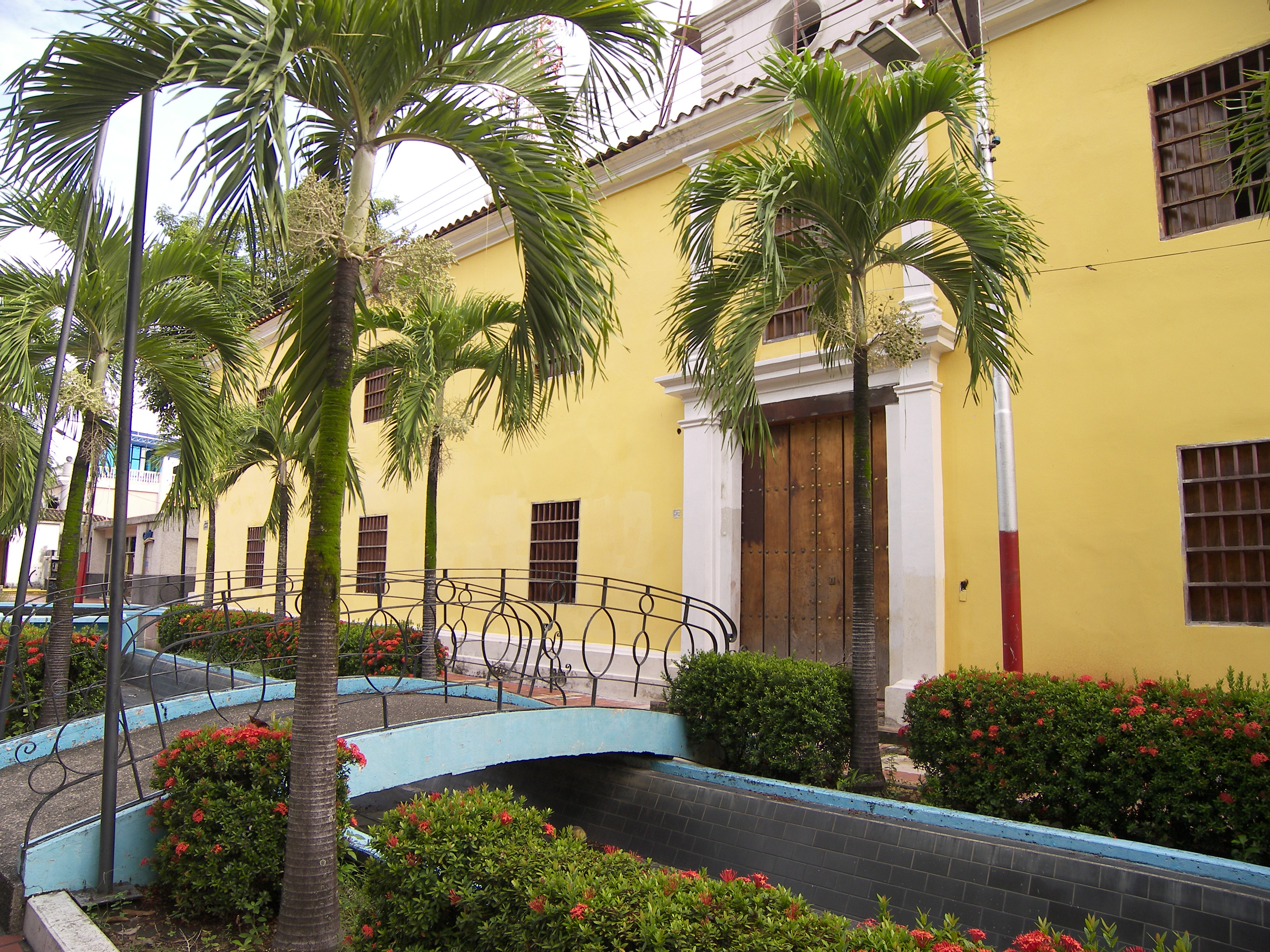
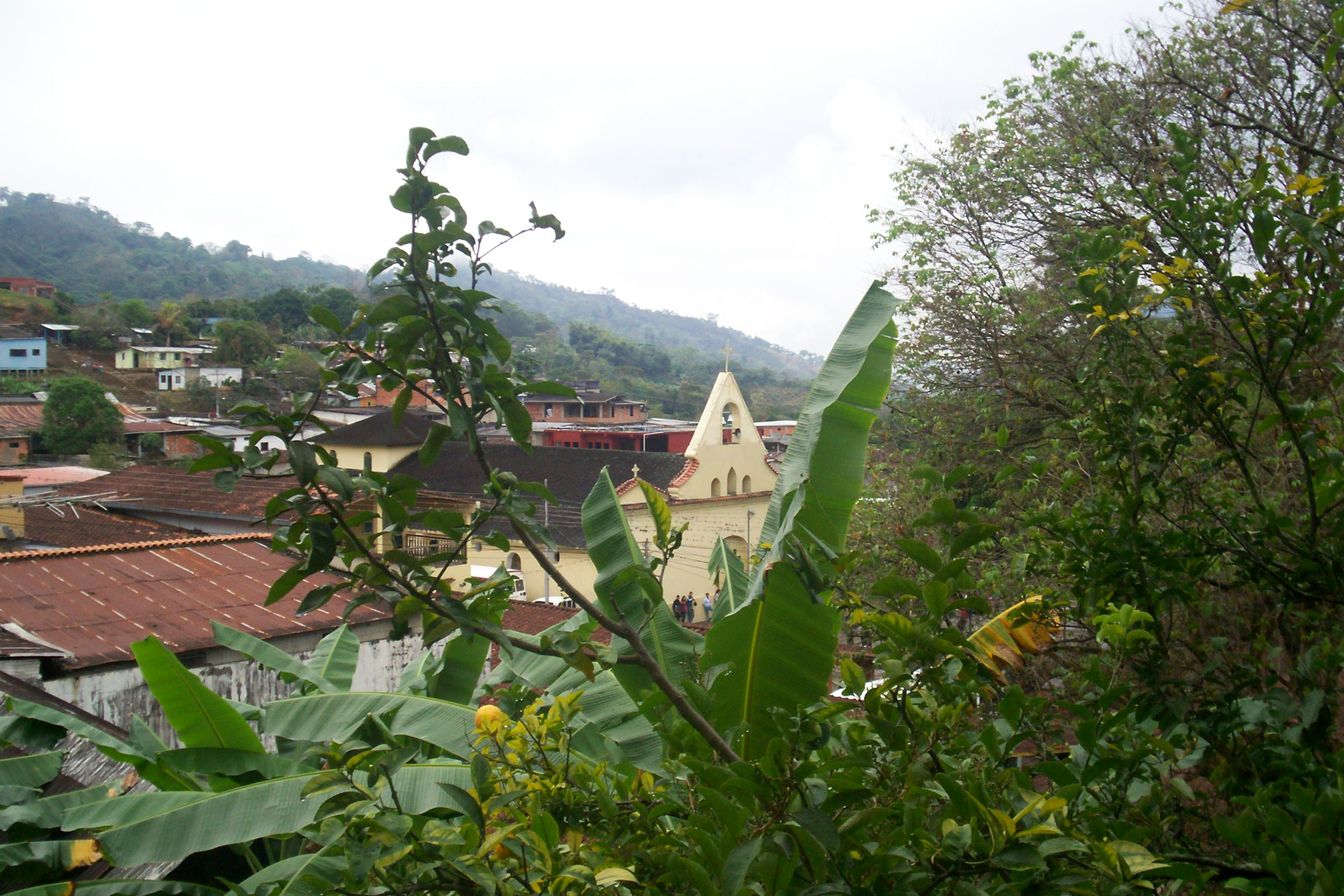
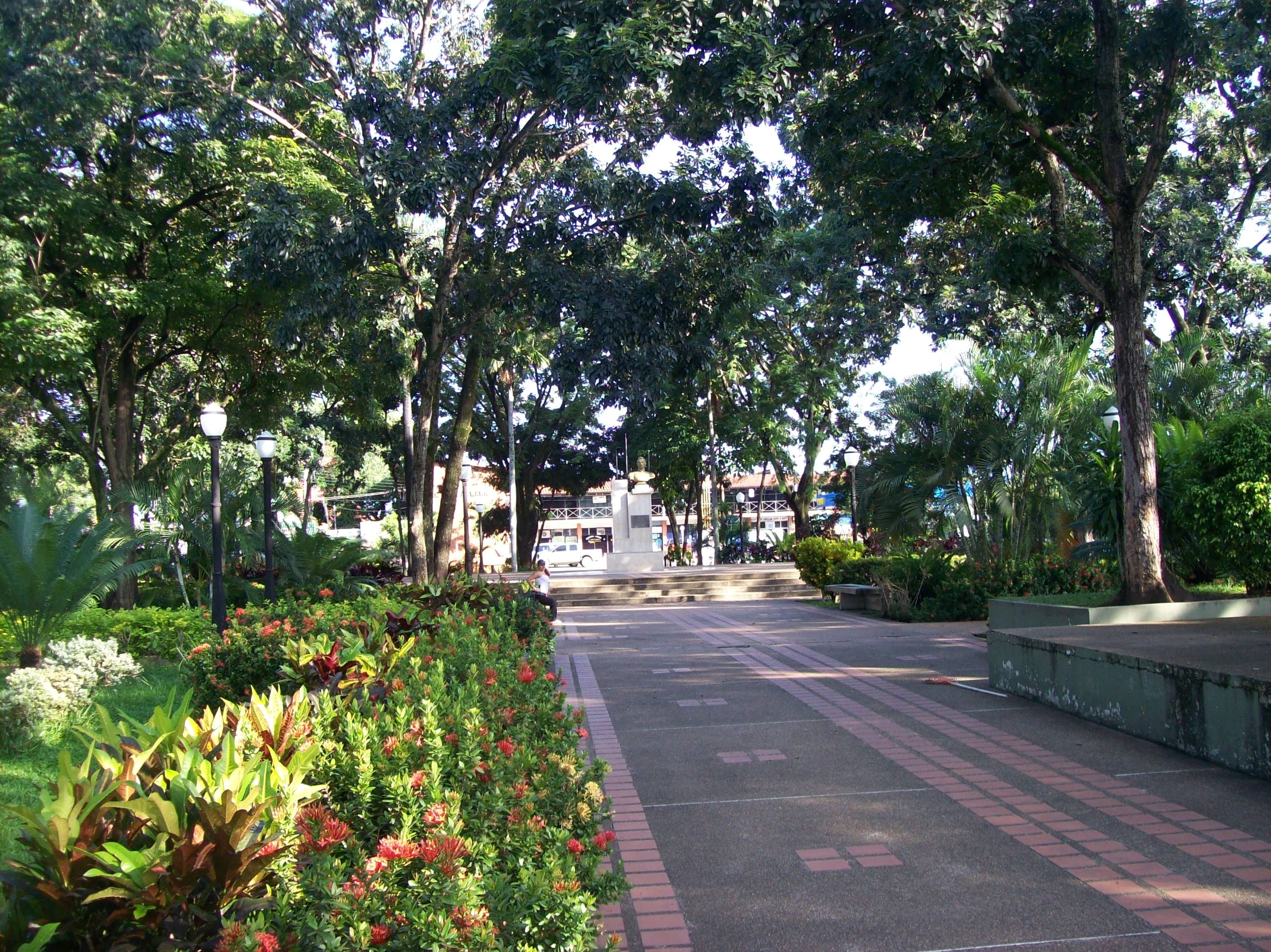
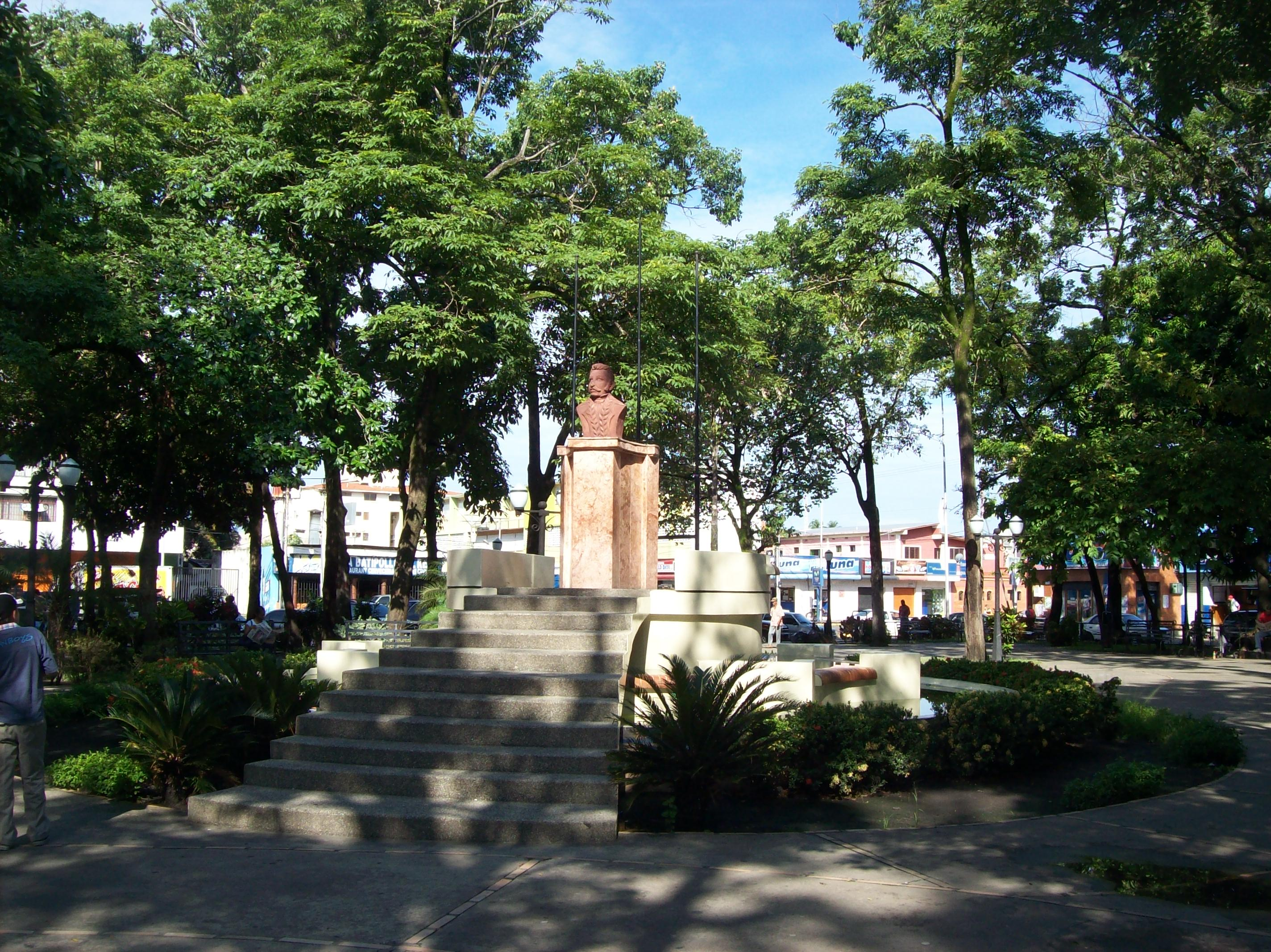
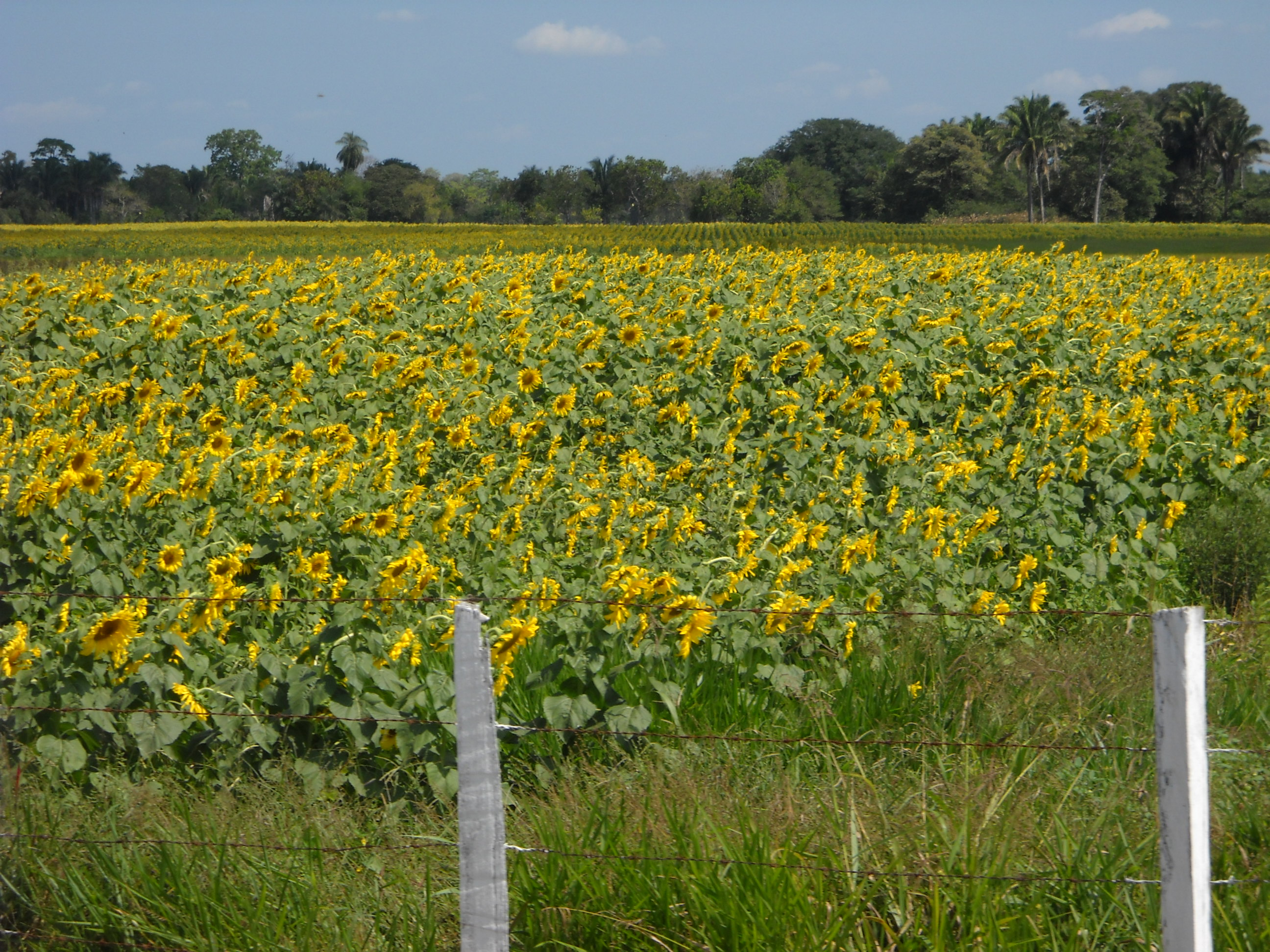

## أعلام
- رونالد هرنانديز
- بيدرو أنطونيو راميريز
- أنسيلمو لوبيز
- ادواردو سوسا
- آرل فلوريس
- خورخي لينارس